# Landgericht Wolfstein

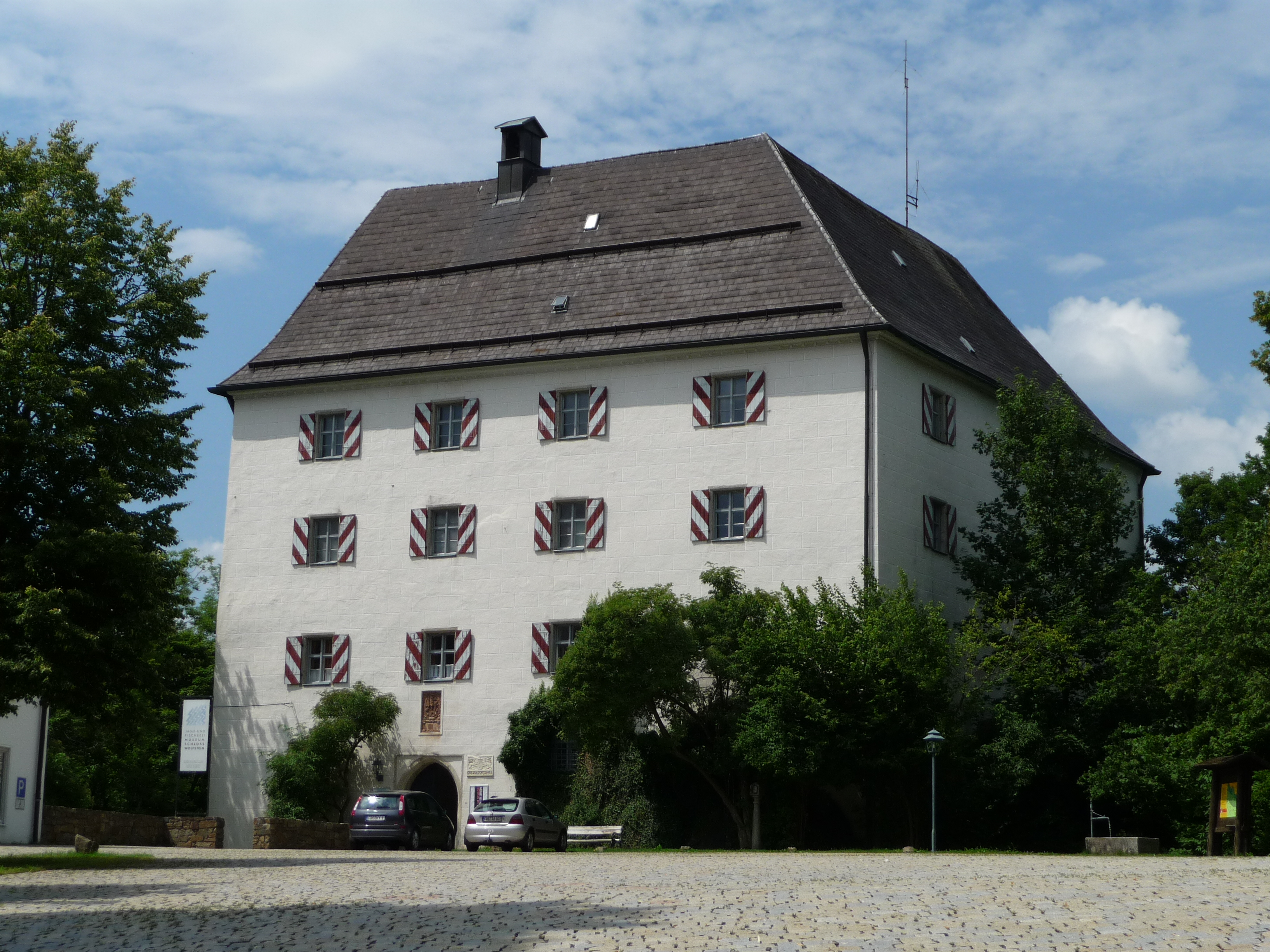
Schloss Wolfstein in Freyung

Das Landgericht Wolfstein war ein von 1806 bis 1862 bestehendes bayerisches Landgericht (älterer Ordnung) mit Sitz auf Schloss Wolfstein in der damaligen Landgemeinde Ort. 

## Geschichte
Die Burg Wolfstein wurde als Burg durch den namengebenden Passauer Bischof Wolfger von Erla um 1200 errichtet und diente in den folgenden Jahrhunderten als Wehranlage, Verwaltungssitz und bischöfliches Jagdschloss. Als 1803 das Hochstift Passau aufgelöst wurde, war Wolfstein zunächst dem Kurfürstentum Salzburg angegliedert, drei Jahre später kam das Gebiet nach dem Frieden von Pressburg zum Königreich Bayern. 1806 wurde der bayerische Landgerichtsbezirk Wolfstein mit Sitz auf Schloss Wolfstein eingerichtet. 
„Landgerichte älterer Ordnung“ waren bis 1862 eine staatliche Verwaltungseinheit der unteren Ebene, mit Verwaltungsaufgaben ähnlich den heutigen Landkreisen. Zugleich war das Landgericht älterer Ordnung auch Justizorgan der niederen Gerichtsbarkeit und damit die Eingangsinstanz der ordentlichen Gerichtsbarkeit, vergleichbar mit dem heutigen Amtsgericht. Es nahm aber auch Aufgaben der höheren Gerichtsbarkeit wahr (wie heutige Landgerichte) und verrichtete notarielle Tätigkeiten.
Das Landgericht Wolfstein gehörte zum Unterdonaukreis (ab 1838 Niederbayern). 1862 wurde der neue Landgerichtsbezirk Waldkirchen aus Gemeinden der Landgerichtsbezirke Wolfstein und Wegscheid errichtet und das bisherige Landgericht Wolfstein in Landgericht Freyung umbenannt. Zugleich wurde das Bezirksamt Wolfstein errichtet.